# Five Nations 1977
Die Ausgabe 1977 des jährlich ausgetragenen Rugby-Union-Turniers Five Nations (seit 2000 Six Nations) fand an fünf Spieltagen zwischen dem 15. Januar und dem 19. März statt. Turniersieger wurde Frankreich, das mit Siegen gegen alle anderen Teilnehmer zum zweiten Mal den Grand Slam erzielte, während das zweitplatzierte Wales mit Siegen gegen alle britischen Mannschaften die Triple Crown schaffte.

## Teilnehmer
| Land       | Stadion             | Stadt     | Trainer        | Kapitän         |
| ---------- | ------------------- | --------- | -------------- | --------------- |
| England    | Twickenham Stadium  | London    | Peter Colston  | Roger Uttley    |
| Frankreich | Parc des Princes    | Paris     | Jean Desclaux  | Jacques Fouroux |
| Irland     | Lansdowne Road      | Dublin    | Roly Meates    | Tom Grace       |
| Schottland | Murrayfield Stadium | Edinburgh | Bill Dickinson | Ian McGeechan   |
| Wales      | Cardiff Arms Park   | Cardiff   | John Dawes     | Phil Bennett    |

## Tabelle
|    | Land       | Spiele | Siege | Unent. | Ndlg. | Spiel- punkte | Diff. | Tabellen- punkte |
| -- | ---------- | ------ | ----- | ------ | ----- | ------------- | ----- | ---------------- |
| 1. | Frankreich | 4      | 4     | 0      | 0     | 58:21         | + 37  | 8                |
| 2. | Wales      | 4      | 3     | 0      | 1     | 66:43         | + 23  | 6                |
| 3. | England    | 4      | 2     | 0      | 2     | 42:24         | + 18  | 4                |
| 4. | Schottland | 4      | 1     | 0      | 3     | 39:85         | − 46  | 2                |
| 5. | Irland     | 4      | 0     | 0      | 4     | 33:65         | − 32  | 0                |

## Ergebnisse

### Erste Runde
| 15. Januar 1977 | England                                                                             | 26 : 6         | Schottland          | Twickenham Stadium, London Schiedsrichter: Meirion Joseph (Wales) |
| 15. Januar 1977 | Versuche: Kent Slemen Uttley Young Erhöhungen: Hignell (2) Straftritte: Hignell (2) | (13:6) Bericht | Straftritte: Irvine | Twickenham Stadium, London Schiedsrichter: Meirion Joseph (Wales) |

| 15. Januar 1977 | Wales | 25 : 9        | Irland                  | Cardiff Arms Park, Cardiff Schiedsrichter: Norman Sanson (Schottland) |
| 15. Januar 1977 | Versuche: Burgess Davies J. P. R. Williams Erhöhungen: Bennett (2) Straftritte: Bennett (2) Dropgoals: Fenwick | (0:6) Bericht | Straftritte: Gibson (3) | Cardiff Arms Park, Cardiff Schiedsrichter: Norman Sanson (Schottland) |

### Zweite Runde
| 5. Februar 1977 | Frankreich                                                       | 16 : 9        | Wales                    | Parc des Princes, Paris Zuschauer: 43.666 Schiedsrichter: Alan Hosie (Schottland) |
| 5. Februar 1977 | Versuche: Harize Skrela Erhöhungen: Romeu Straftritte: Romeu (2) | (3:3) Bericht | Straftritte: Fenwick (3) | Parc des Princes, Paris Zuschauer: 43.666 Schiedsrichter: Alan Hosie (Schottland) |

| 5. Februar 1977 | Irland | 0 : 4   | England          | Lansdowne Road, Dublin Schiedsrichter: Francis Palmade (Frankreich) |
| 5. Februar 1977 |        | Bericht | Versuche: Cooper | Lansdowne Road, Dublin Schiedsrichter: Francis Palmade (Frankreich) |

### Dritte Runde
| 19. Februar 1977 | England              | 3 : 4   | Frankreich         | Twickenham Stadium, London Zuschauer: 70.000 Schiedsrichter: Jeffrey Kelleher (Wales) |
| 19. Februar 1977 | Straftritte: Hignell | Bericht | Versuche: Sangalli | Twickenham Stadium, London Zuschauer: 70.000 Schiedsrichter: Jeffrey Kelleher (Wales) |

| 19. Februar 1977 | Schottland                                                         | 21 : 18       | Irland                                                                             | Murrayfield Stadium, Edinburgh Schiedsrichter: Meirion Joseph (Wales) |
| 19. Februar 1977 | Versuche: Gammell (2) Madsen Straftritte: Irvine Dropgoals: Morgan | (7:9) Bericht | Versuche: Gibson Erhöhungen: Gibson Straftritte: Gibson (2) Quinn Dropgoals: Quinn | Murrayfield Stadium, Edinburgh Schiedsrichter: Meirion Joseph (Wales) |

### Vierte Runde
| 5. März 1977 | Frankreich                                                                            | 23 : 3        | Schottland              | Parc des Princes, Paris Zuschauer: 43.660 Schiedsrichter: Meirion Joseph (Wales) |
| 5. März 1977 | Versuche: Bertranne Harize Paco Paparemborde Erhöhungen: Romeu (2) Straftritte: Romeu | (9:3) Bericht | Straftritte: Irvine (3) | Parc des Princes, Paris Zuschauer: 43.660 Schiedsrichter: Meirion Joseph (Wales) |

| 5. März 1977 | Wales                                                        | 14 : 9        | England                  | Cardiff Arms Park, Cardiff Schiedsrichter: David Burnett (Irland) |
| 5. März 1977 | Versuche: Edwards J. P. R. Williams Straftritte: Fenwick (2) | (7:6) Bericht | Straftritte: Hignell (3) | Cardiff Arms Park, Cardiff Schiedsrichter: David Burnett (Irland) |

### Fünfte Runde
| 5. März 1977 | Irland                    | 6 : 15        | Frankreich                                                           | Lansdowne Road, Dublin Zuschauer: 50.000 Schiedsrichter: Alan Hosie (Schottland) |
| 5. März 1977 | Straftritte: Gibson Quinn | (6:3) Bericht | Versuche: Bastiat Erhöhungen: Aguirre Straftritte: Aguirre (2) Romeu | Lansdowne Road, Dublin Zuschauer: 50.000 Schiedsrichter: Alan Hosie (Schottland) |

| 19. März 1977 | Schottland                                               | 9 : 18        | Wales                                                                             | Murrayfield Stadium, Edinburgh Schiedsrichter: Georges Domercq (Frankreich) |
| 19. März 1977 | Versuche: Irvine Erhöhungen: Irvine Dropgoals: McGeechan | (3:3) Bericht | Versuche: Bennett J. J. Williams Erhöhungen: Bennett (2) Straftritte: Bennett (2) | Murrayfield Stadium, Edinburgh Schiedsrichter: Georges Domercq (Frankreich) |